# Филарет Папафотиоглу
Филарет е православен духовник от XIX век, архимандрит, с принос към българското просветително дело в град Варна. Сподвижник на Александър Рачински и кореспондент по черковния въпрос на „Цариградски вестник“ във Варна. Действията му следва да се приемат като опозиция на православния етнофилетизъм.

## Биография
Роден е в района на Варна около 1821-22 г., светското му име вероятно е Фоти, син на моряка Танаси Папафотиоглу (Атанас Рейс) и Параскева Атанасова. След Одринския мир през 1829 е отведен от руски офицери в Русия.  Учи богословие в Киевската духовна академия и след няколкогодишна служба в християнска община се връща във Варна. Около 1848 – 1849 година служи като йеродякон при митрополит Порфирий Варненски. Според съвременника му Д. Мелидис преди началото на Кримската война Филарет е избран за стипендиант от Варна в Халки, тъй като е варненец и руски богослов. Учи там до 1857/58 учебна година, след което се завръща във Варна като йеродякон и педоном (надзорник по дисциплината на учениците). Запознава се с новия руски консул във Варна Александър Рачински, става частен учител на сина му Сергий и му съдейства в основаването на параклиса при руското консулство, българското училище и българската черква. Ръкоположен за архимандрит от Порфирий Варненски по желание на руския консул. Деец за въвеждане на български език в училищата и и за материалното обезпечение на българските училища.
Според дописка в издавания от Драган Цанков в Цариград вестник „България“ през 1862 г. архимандрит Филарет е свещеник от черквата на руското консулство във Варна и е гагаузин по произход. Според същия източник той подбуждал селяните от Варненската епархия да не приемат попове, проводени от фенерски владика, а да постоянстват да искат независима йерархия. Въпреки това архимандрит Филарет запазва добри отношения със следващите варненски митрополити Йоаким и Кирил, с чиито виждания за превенция на кръвопролития от мащаба на тези през Гръцкото въстание, ролята на Русия и автокефалността на българската църква вероятно е споделял.
През май 1874 год. пътува за Русия, преминавайки през Цариград до Одеса. Умира в семейна среда във Варна на 28 ноември 1875.

## Памет
Името "Архимандрит Филарет" днес носи улица във Варна.